# アルムタデー・ビラ
ハジ・アルムタデー・ビラ・ボルキア（マレー語: Haji Al-Muhtadee Billah Bolkia、1974年2月17日 - ）はブルネイの王太子。現在、ブルネイの上級大臣（閣僚筆頭）と王宮警察の副監察官を務めている。

## 略歴
- 1974年2月17日、第29代ブルネイ国王ハサナル・ボルキアとサレハ第一王妃の長男（第三子）として生まれる。
- 1997年、オックスフォード大学モードリン・カレッジを卒業し、翌1998年8月10日に王太子に立てられる。
- 2004年9月9日、17歳のペンギラン・アナク・サラと成婚。
- 2007年3月17日、長男（第一子）となるアブドゥル・ムンタキム王子（継承順位2位）誕生。
- 2011年1月2日、長女（第二子）となるムネッラー・マドゥル王女誕生。

2006年と2007年に世界ナインボール選手権（WPA、世界プールビリヤード協会）に参加したことがある。また、自身がゴールキーパーとしてプレーしていたブルネイDPMM FCのオーナーでもある。